# Wallace Hartley
Wallace Henry Hartley, angleški violinist in glasbenik * 2. junij 1878 Colne, Lancashire, Anglija, † 15. april 1912, Atlantski Ocean.                                                                                    
Hartley je bil glavni violinist in glasbenik na ladji RMS Titanic v času njene krstne plovbe. Postal je zelo znan kot eden od osmih violinistov, ki so igrali med potapljanjem ladje 15. aprila 1912. Tako kot ostali violinisti je tudi Hartley umrl v potopu Titanica.